# Orthoptist
Ein Orthoptist (von griechisch ορθοπτική orthoptiké, deutsch ‚Geradesehen‘) ist eine nach einer Ausbildungs- und Prüfungsverordnung und mit staatlicher Anerkennung ausgebildete präventiv, diagnostisch und therapeutisch tätige Fachkraft in der Augenheilkunde, deren Spezialgebiete die Strabologie (Lehre von den Schielerkrankungen) und die Neuroophthalmologie (Lehre von den neurologisch bedingten Augenerkrankungen) darstellen. Hierzu zählen auch die Fachbereiche der namensgebenden Orthoptik sowie die Pleoptik. Das vergleichsweise junge Berufsbild gehört in Deutschland zu den Gesundheitsfachberufen und ist ein durch Bundesgesetze (Artikel 74 Absatz 1 Nummer 19 Grundgesetz) geregelter Heilberuf. Er fand seinen Ursprung um 1930 in Großbritannien durch Mary Maddox, Tochter des englischen Augenarztes Ernest E. Maddox. Von dort nahm er in den 1950er Jahren seinen Weg auch in den deutschsprachigen Raum.

## Organisation, Ausbildung und Berufsbild
Orthoptische Abteilungen findet man in Augen- und Rehakliniken, in Frühförderstellen für Sehbehinderte sowie in vielen Augenarztpraxen. Sie werden im Volksmund auch als Sehschulen bezeichnet. Die Standesvertretung übernimmt in Deutschland der Berufsverband Orthoptik Deutschland e. V. (BOD), in der Schweiz der Berufsverband der Schweizer Orthoptistinnen und Orthoptisten Swiss Orthoptics und in Österreich der Verband der diplomierten Orthoptistinnen Österreichs (VDOÖ). In Deutschland werden Orthoptisten an 14 Fachschulen für Orthoptik ausgebildet, die alle an Universitäten angeschlossen sind. Die erste deutsche Lehranstalt für Orthoptisten wurde 1954 von Curt Cüppers in Gießen gegründet. Die Berufsausbildung dauert in Vollzeit drei Jahre mit einer Mindeststundenzahl von 4.500 Stunden, wovon 1.700 auf die theoretische und 2.800 auf die praktische Ausbildung entfallen. Diese Ausbildung wird nach entsprechenden Prüfungen abgeschlossen mit der staatlichen Anerkennung.
In Österreich erfolgte im Zuge des Bologna-Prozesses die Umstellung auf eine Ausbildung an der Fachhochschule mit akademischem Abschluss. Im Wintersemester 2006 startete an der Fachhochschule Salzburg der erste Jahrgang, der im Sommer 2009 mit dem Titel Bachelor of Science in Health Studies BSc abgeschlossen wurde. Die Fachhochschule in Wien FH Campus Wien folgte im Jahr 2010 mit dem Abschluss ihres ersten Studiengangs.
In Deutschland gibt es ebenfalls intensive Bestrebungen, die Ausbildung zu akademisieren. So bietet die Orthoptistenschule am Universitätsklinikum Heidelberg einen Bachelor-Studiengang Interprofessionelle Gesundheitsversorgung (B.Sc.) an, der sowohl einen staatlichen Abschluss als Orthoptist beinhaltet als auch den Erwerb des akademischen Grades Bachelor of Science (B.Sc.).

## Tätigkeitsschwerpunkte
Orthoptisten sind an ärztliche Weisungen gebunden. Gleichwohl ist ihr Tätigkeitsfeld geprägt durch ein hohes Maß an Eigenverantwortlichkeit hinsichtlich diagnostischer und therapeutischer Leistungen.

### Behandlung von funktionellen Sehschwächen
Ein hauptsächlicher Tätigkeitsbereich ist die Prävention, Diagnostik und Therapie von Sehschwächen, vor allem im frühen Kindesalter. Hierfür stehen verschiedene Verfahren der Pleoptik, die sich mit der Behandlung von funktionaler Schwachsichtigkeit (Amblyopie) auseinandersetzt, zur Verfügung. Differenzierte Möglichkeiten wie Okklusionsbehandlung, Penalisation und apparative Verfahren stehen dabei im Mittelpunkt.

### Störungen des Binokularsehens, Schielen, Nystagmus
Ein wesentliches Aufgabengebiet des Orthoptisten stellen die konservative Diagnostik und die Therapie aller Formen von sensorischen und motorischen Störungen des beidäugigen Sehens (Binokularsehen), wie angeborene oder erworbene Schielerkrankungen, Blicklähmungen und Nystagmus, oder auch okulär bedingter Kopfzwangshaltungen dar. Insbesondere die umfangreiche, häufig apparative, Diagnostik besitzt hierbei einen hohen Stellenwert, unterstützt sie doch in entscheidendem Maße die Indikationsstellung bei Schiel- und Nystagmusoperationen. Zudem bildet sie in vielen Fällen eine wichtige Basis für die Beurteilung von systemischen und neurologischen Erkrankungen (Neuroophthalmologie).
Therapeutische Maßnahmen finden sich in – teils apparativen – Übungsbehandlungen zur Verbesserung des Binokularsehens sowie in speziellen Brillenanpassungen – häufig unter Verwendung von Prismengläsern.

### Rehabilitation
Seit einigen Jahren hat sich das Aufgabenspektrum des Orthoptisten zunehmend um die Bereiche Rehabilitation Sehbehinderter und Low-Vision-Training erweitert. Dabei geht es um die Betreuung und Rehabilitation von Patienten mit erworbenen Sehstörungen nach Hirnschädigungen, zum Beispiel durch Schlaganfall, Tumore, Unfälle oder andere neurologische Erkrankungen. Die orthoptische Rehabilitation versucht hierbei, Seh- und Wahrnehmungsdefizite zu reduzieren, Strategien zu deren Kompensation zu entwickeln und die Anwendung des Sehens im Alltag zu trainieren. Dabei werden auch computergestützte Verfahren eingesetzt.

### Neuroorthoptik
Neben der Orthoptik hat sich der Bereich der Neuroorthoptik entwickelt, in den Orthoptisten maßgeblich involviert sind. Die hier geforderten Tätigkeiten besitzen interdisziplinären Charakter und berühren neben der allgemeinen Orthoptik und Augenheilkunde auch die Neurologie mit den damit verbundenen speziellen Untersuchungsverfahren, wenn es sich um afferente und efferente Störungen des okulomotorischen Systems handelt. Die Neuroorthoptik kann als Teilbereich der Neuroophthalmologie gesehen werden.

### Aufklärung, Beratung und Motivation
Fast alle Krankheitsbilder, mit denen sich Orthoptisten beschäftigen, sind Langzeitereignisse, die in der Regel über einen Zeitraum von Jahren betreut werden müssen. Wesentliche Aspekte sind dabei eine umfangreiche und detaillierte Aufklärung über die aktuelle Situation, die Erstellung und Vermittlung einer Prognose sowie eine intensive Motivierung der Betroffenen, nicht selten auch wegen nachlassender oder schwankender Compliance.

## Bedarf und Stellenwert
Die Tätigkeitsfelder des Orthoptisten bewegen sich stetig zwischen denen fachverwandter Berufe, wie beispielsweise Augenoptiker, Augenarzt, Kinderarzt, Ergotherapeut, Low-Vision-Trainer, Neurologe oder Rehabilitationstrainer. Dies wirft seit einigen Jahren die Frage nach dem künftigen Bedarf eines eigenständigen Berufsbildes auf. Eine aus diesem Grund durchgeführte Studie mit Bedarfsanalyse, die 2007 in der Schweiz durchgeführt wurde, kommt zu dem Ergebnis, dass auch in Zukunft sowohl ein qualitativer als auch ein quantitativer Bedarf für den Beruf des Orthoptisten vorhanden sein wird. Danach zeigte es sich zudem, dass sich die zentralen Kompetenzbereiche (Kernkompetenzen) ausreichend von denen anderer Berufsbilder abgrenzen, um ein eigenes Berufsbild mit entsprechender – in der Regel dreijähriger – Ausbildung zu rechtfertigen. Die Leistungen von Orthoptisten könnten durch andere Berufe nicht oder nur unzureichend abgedeckt werden und stellten einen wichtigen Beitrag in der Gesundheitsversorgung dar. Nach der aktuellen Weiterbildungsordnung der deutschen Bundesärztekammer benötigt ein Arzt zur Facharztprüfung zum Augenarzt laut Dokumentation der Weiterbildung gemäß (Muster-)Weiterbildungsordnung (MWBO) lediglich den Nachweis von „50 Untersuchungen und Befundungen nicht paretischer und paretischer Stellungs- und Bewegungsstörungen der Augen“. Es wird jedoch darauf verwiesen, dass in den nächsten Jahren zwar der Bedarf gering steigen, die absolute Zahl Praktizierender aber auch in Zukunft generell klein sein werde, was sich auch in der Anzahl der Auszubildenden ausdrücken müsse. Zurzeit sind in Deutschland rund 2400 Orthoptistinnen tätig.
Nach der Schweizer Studie ergibt sich zudem ein Bedarf an einer Erweiterung des Leistungsspektrums beispielsweise hinsichtlich operativer Assistenztätigkeit, Refraktometrie, Perimetrie und so weiter. Darüber hinaus wird allgemein der geringe Stellenwert beklagt, den das Berufsbild hat. Hier wird seitens der beteiligten Experten ein Handlungsbedarf gesehen, zum Beispiel in Form einer größeren Unterstützung durch Augenärzte und in Form einer intensiveren Lobbyarbeit.